# جامع المجاهد علي
جامع المجاهد علي هو أحد المساجد التاريخية في اليمن، أمر ببناه سلطان الدولة الطاهرية في اليمن السلطان المجاهد علي بن طاهر في القرن الهجري التاسع في مدينة جبن بمحافظة الضالع ويعرف المسجد باسم مؤسسه و باسم الجامع الكبير.

## التصميم
بني الجامع وفق نمط العمارة الإسلامية المستخدمة في اليمن، الجامع مستطيل الشكل وله باب في الجهة الشرقية وباب اخرى في الجهة الجنوبية يؤدي إلى صحن المسجد المكشوف الواقع في الجهة الجنوبية من الجامع بينما تقع بيت الصلاة في الجهة الشمالية من المسجد وزين سقف المسجد بزخارف هندسية وأشكال نباتية مرسومة داخل أشكال دائرية.
منبر الجامع صنع سنة 890 هجرية من خشب الطنب وزين المنبر بزخارف هندسية ونباتية، وللمسجد طابق سفلي اكتشف بعد تآكل أخشاب الأرضية وظهور فجوة في مؤخرة الجامع ويعتقد أن الطابق السفلي كان يستخدم في فترات الحروب.